# Euclides Agostinho Odiquir Cá

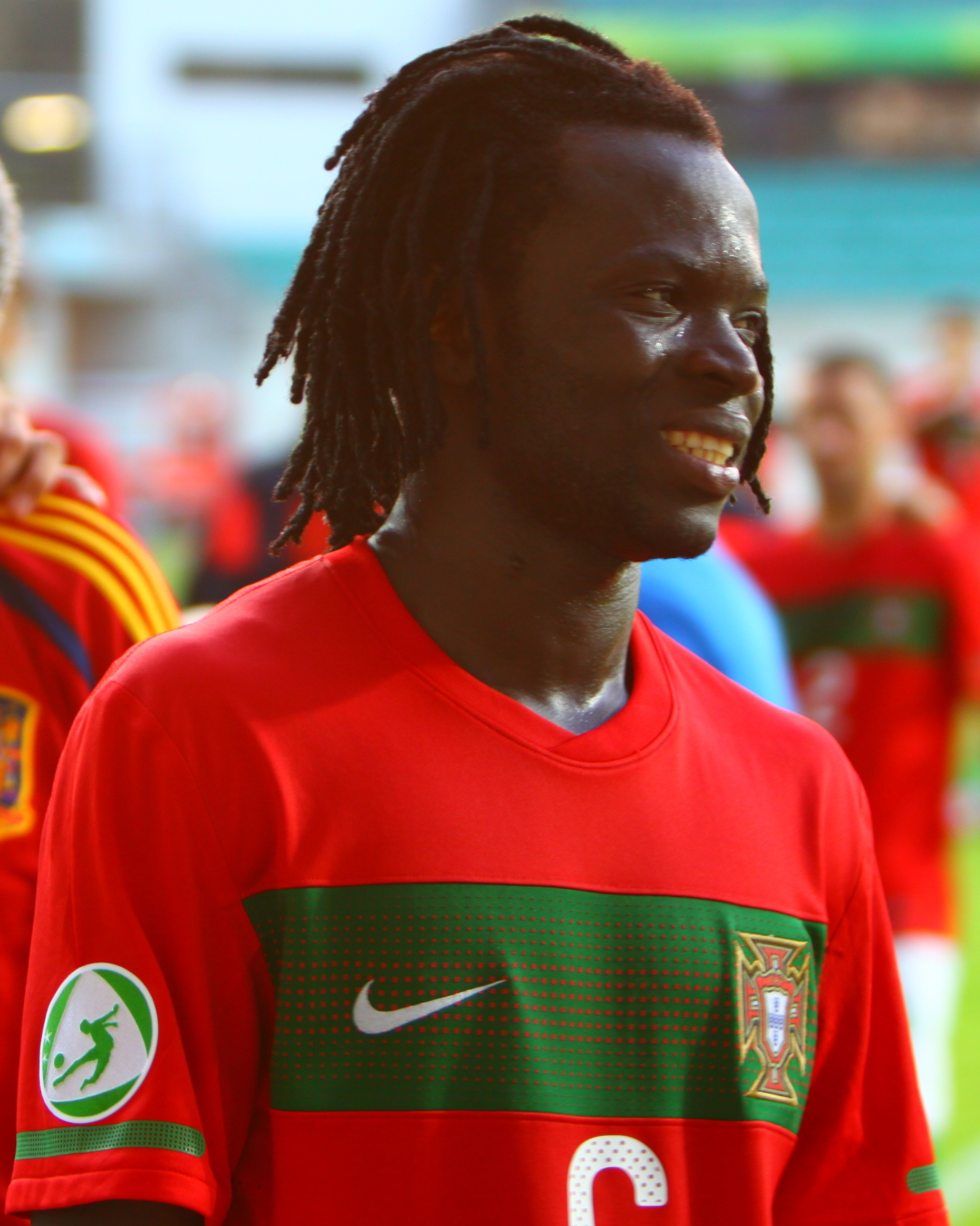
Cá als Portugees jeugdinternational

Euclides Agostinho Odiquir Cá (Bissau, 24 juli 1993), kortweg Agostinho Cá, is een voetballer uit Guinee-Bissau. Hij heeft tevens de Portugese nationaliteit. Cá speelt als verdedigende middenvelder bij Club Lleida Esportiu.

## Clubvoetbal
Cá speelde tot 2009 bij Oeiras, waarna hij in de jeugdopleiding van Sporting Clube de Portugal kwam. In 2012 vertrok hij samen met ploeggenoot en landgenoot Edgar Miguel Ié naar FC Barcelona, waar de middenvelder voor het tweede elftal ging spelen. Cá debuteerde op 31 oktober 2012 voor FC Barcelona B in de Segunda División A in de wedstrijd tegen SD Huesca. Mede door blessures was zijn inbreng in het seizoen 2012/2013 uiteindelijk beperkt. Het seizoen erna speelde hij op huurbasis bij Girona FC. In 2015 vertrok Cá naar Club Lleida Esportiu.

## Statistieken
| Seizoen         | Club            | Competitie         | Competitie | Competitie | Beker | Beker | Supercup | Supercup | Europa | Europa | Totaal | Totaal |
| Seizoen         | Club            | Competitie         | Wed.       | Dlp.       | Wed.  | Dlp.  | Wed.     | Dlp.     | Wed.   | Dlp.   | Wed.   | Dlp.   |
| --------------- | --------------- | ------------------ | ---------- | ---------- | ----- | ----- | -------- | -------- | ------ | ------ | ------ | ------ |
| 2012-2013       | FC Barcelona B  | Segunda División A | 4          | 0          | 0     | 0     | —        | —        | —      | —      | 4      | 0      |
| 2013-2014       | → Girona FC     | Segunda División A | 1          | 0          | 0     | 0     | —        | —        | —      | —      | 1      | 0      |
| 2014-2015       | FC Barcelona B  | Segunda División A | 0          | 0          | 0     | 0     | —        | —        | —      | —      | 0      | 0      |
| Carrière totaal | Carrière totaal | Carrière totaal    | 5          | 0          | 0     | 0     | 0        | 0        | 0      | 0      | 5      | 0      |

## Nationaal elftal
Cá speelt in de Portugese jeugdelftallen. In 2012 nam hij deel aan het EK Onder-19.